# Lista de prefeitos de Picos
Esta é a lista de intendentes e prefeitos da cidade de Picos, estado brasileiro do Piauí.
Até 1946, os gestores municipais eram denominados intendentes nomeados pelo Presidente da República. Não havia o voto direto e nem indireto. Com o término da Segunda Guerra Mundial em 1945, caiu também o regime de nomeação de gestores, sendo que já em 1946 aconteceu a primeira eleição para prefeito municipal na cidade de Picos.
| N° | Nome                                 | Partido | Início do mandato       | Fim do mandato          | Observações                                                                                           |
| —  | Clementino de Sousa Martins          | PRD     | 12 de dezembro de 1890  | 31 de janeiro de 1892   | Assumiu o cargo interinamente                                                                         |
| 1  | Helvídio Clementino de Sousa Martins | PRD     | 1° de fevereiro de 1892 | 31 de janeiro de 1896   | Intendente eleito por sufrágio universal                                                              |
| 2  | Firmino Rodrigues de Brito           | PDP     | 1° de fevereiro de 1896 | 31 de janeiro de 1900   | Intendente eleito por sufrágio universal                                                              |
| 3  | Joaquim das Chagas Leitão            | PRD     | 1° de fevereiro de 1900 | 31 de janeiro de 1902   | Intendente eleito por sufrágio universal                                                              |
| 4  | Armínio Benevides de Araújo Rocha    | PRD     | 1° de fevereiro de 1902 | 31 de janeiro de 1904   | Intendente eleito por sufrágio universal                                                              |
| 5  | Firmino Rodrigues de Brito           | PDP     | 1° de fevereiro de 1904 | 31 de janeiro de 1908   | Intendente eleito por sufrágio universal                                                              |
| 6  | Armínio Benevides de Araújo Rocha    | PRD     | 1° de fevereiro de 1908 | 31 de janeiro de 1912   | Intendente eleito por sufrágio universal                                                              |
| 7  | Antônio Rodrigues da Silva           | PRD     | 1° de fevereiro de 1912 | 31 de janeiro de 1916   | Intendente eleito por sufrágio universal                                                              |
| —  | Antônio Rodrigues da Silva           | PDP     | 1° de fevereiro de 1916 | 31 de janeiro de 1918   | Intendente eleito por sufrágio universal                                                              |
| 8  | Francisco Santos                     | PDP     | 1° de fevereiro de 1918 | 31 de janeiro de 1920   | Intendente eleito por sufrágio universal                                                              |
| —  | Francisco Santos                     | PDP     | 1° de fevereiro de 1920 | 31 de janeiro de 1924   | Intendente eleito por sufrágio universal                                                              |
| —  | Francisco Santos                     | PDP     | 1° de fevereiro de 1924 | 31 de janeiro de 1928   | Intendente eleito por sufrágio universal                                                              |
| 9  | Antenor Martins Neiva                | PDP     | 1° de fevereiro de 1928 | 4 de outubro de 1930    | Intendente eleito por sufrágio universal                                                              |
| 10 | Elizeu Pereira Nunes                 | PMC     | 5 de outubro de 1930    | 29 de janeiro de 1931   | Prefeito nomeado pelo Governador Humberto Leão                                                        |
| 11 | Justino Rodrigues da Luz             | UCR     | 30 de janeiro de 1931   | 21 de maio de 1931      | Prefeito nomeado pelo Governador Landry Sales                                                         |
| 12 | Filandro Jullef Portela Richard      | UCR     | 22 de maio de 1931      | 20 de setembro de 1931  | Prefeito nomeado pelo Governador Landry Sales                                                         |
| 13 | Brás Costa                           | UCR     | 21 de setembro de 1931  | 3 de agosto de 1932     | Prefeito nomeado pelo Governador Landry Sales                                                         |
| 14 | Plínio Mozart                        | UCR     | 4 de agosto de 1932     | 1° de janeiro de 1932   | Prefeito nomeado pelo Governador Landry Sales                                                         |
| 15 | Justino Rodrigues da Luz             | PNS     | 2 de janeiro de 1932    | 19 de dezembro de 1933  | Prefeito nomeado pelo Governador Landry Sales                                                         |
| 16 | Eliseu Pereira Nunes                 | PNS     | 20 de dezembro de 1933  | 13 de julho de 1935     | Prefeito nomeado pelo Governador Landry Sales                                                         |
| 17 | Brocardo das Chagas Leitão           | PNS     | 14 de julho de 1935     | 3 de maio de 1935       | Prefeito nomeado pelo Governador Landry Sales                                                         |
| 18 | Justino Rodrigues da Luz             | PNS     | 4 de maio de 1935       | 10 de janeiro de 1937   | Prefeito nomeado pelo Governador Leônidas Melo                                                        |
| 19 | Francisco Santos                     | PRP     | 11 de janeiro de 1937   | 31 de janeiro de 1938   | Prefeito nomeado pelo Governador Leônidas Melo                                                        |
| 20 | Adalberto de Moura Santos            | ULR     | 1° de fevereiro de 1938 | 19 de dezembro de 1945  | Prefeito nomeado pelo Governador Leônidas Melo                                                        |
| 21 | Antenor Martins Neiva                | PSD     | 20 de dezembro de 1945  | 20 de março de 1946     | Prefeito nomeado pelo Governador Benedito Rego                                                        |
| 22 | Francisco Santos                     | PSD     | 21 de março de 1946     | 28 de março de 1947     | Prefeito nomeado pelo Governador José Vitorino Correia                                                |
| 23 | Justino Rodrigues da Luz             | UDN     | 29 de abril de 1947     | 31 de dezembro de 1947  | Prefeito nomeado pelo Governador José da Rocha Furtado                                                |
| 24 | Abílio Coelho da Luz                 | UDN     | 1° de janeiro de 1948   | 15 de março de 1948     | Prefeito nomeado pelo Governador José da Rocha Furtado                                                |
| —  | Maria Portella Marcílio              | UDN     | 15 de março de 1948     | 21 de abril de 1948     | Secretária Municipal no cargo de Prefeita interinamente                                               |
| 25 | Celso Eulálio                        | UDN     | 21 de abril de 1948     | 29 de janeiro de 1951   | Prefeito eleito por sufrágio universal                                                                |
| 26 | Justino Rodrigues da Luz             | UDN     | 30 de janeiro de 1951   | 30 de janeiro de 1955   | Prefeito eleito por sufrágio universal                                                                |
| 27 | Helvídio Nunes                       | UDN     | 31 de janeiro de 1955   | 20 de janeiro de 1959   | Prefeito eleito por sufrágio universal Renunciou para ser candidatar a Deputado Estadual              |
| 28 | João de Carvalho Moura               | PSD     | 21 de janeiro de 1959   | 1° de fevereiro de 1959 | Vice-Prefeito no cargo de titular                                                                     |
| 29 | Justino Rodrigues da Luz             | UDN     | 2 de fevereiro de 1959  | 30 de janeiro de 1963   | Prefeito eleito por sufrágio universal                                                                |
| 30 | João de Deus Filho                   | UDN     | 31 de janeiro de 1963   | 30 de janeiro de 1967   | Prefeito eleito por sufrágio universal                                                                |
| 31 | Oscar Eulálio                        | MDB     | 31 de janeiro de 1967   | 4 de abril de 1970      | Prefeito eleito por sufrágio universal. Renunciou para ser candidatar a Deputado Estadual             |
| 32 | Francisco Chagas Bezerra             | MDB     | 4 de abril de 1970      | 30 de janeiro de 1971   | Vice-Prefeito no cargo de titular                                                                     |
| 33 | Antônio de Barros Araújo             | ARENA   | 31 de janeiro de 1971   | 30 de janeiro de 1973   | Prefeito eleito por sufrágio universal                                                                |
| 34 | José Nunes de Barros                 | ARENA   | 31 de janeiro de 1973   | 31 de janeiro de 1977   | Prefeito eleito por sufrágio universal                                                                |
| 35 | Severo Eulálio                       | MDB     | 1° de fevereiro de 1977 | 24 de novembro de 1979  | Prefeito eleito por sufrágio universal faleceu durante o mandato                                      |
| 36 | Waldemar Rodrigues Martins           | MDB     | 24 de novembro de 1979  | 31 de janeiro de 1983   | Vice-prefeito no cargo de titular                                                                     |
| 37 | Abel de Barros Araújo                | PDS     | 1° de fevereiro de 1983 | 31 de dezembro de 1988  | Prefeito eleito por sufrágio universal                                                                |
| 38 | José Néri de Sousa                   | PFL     | 1° de janeiro de 1989   | 31 de dezembro de 1992  | Prefeito eleito por sufrágio universal                                                                |
| 39 | Abel de Barros Araújo                | PFL     | 1° de janeiro de 1993   | 31 de dezembro de 1996  | Prefeito eleito por sufrágio universal                                                                |
| 40 | José Néri de Sousa                   | PPB     | 1° de janeiro de 1997   | 31 de dezembro de 2000  | Prefeito eleito por sufrágio universal                                                                |
| 40 | José Néri de Sousa                   | PPB     | 1° de janeiro de 2001   | 31 de dezembro de 2004  | Prefeito reeleito por sufrágio universal                                                              |
| 41 | Gil Paraibano                        | PMDB    | 1° de janeiro de 2005   | 31 de dezembro de 2008  | Prefeito eleito por sufrágio universal                                                                |
| 41 | Gil Paraibano                        | PMDB    | 1° de janeiro de 2009   | 31 de dezembro de 2012  | Prefeito reeleito por sufrágio universal                                                              |
| 42 | Kléber Eulálio                       | PMDB    | 1° de janeiro de 2013   | 14 de junho de 2015     | Prefeito eleito por sufrágio universal renunciou para assumir mandato no Tribunal de Contas do Estado |
| 43 | José Walmir de Lima                  | PT      | 15 de junho de 2015     | 31 de dezembro de 2016  | Vice-prefeito no cargo de titular                                                                     |
| 43 | José Walmir de Lima                  | PT      | 1° de janeiro de 2017   | 11 de julho de 2018     | Prefeito eleito por sufrágio universal, posteriormente sendo cassado por decisão judicial             |
| 44 | Gil Paraibano                        | PP      | 12 de julho de 2018     | 31 de dezembro de 2020  | Vice-prefeito no cargo de titular                                                                     |
| 44 | Gil Paraibano                        | PP      | 1° de janeiro de 2021   | 31 de dezembro de 2024  | Prefeito eleito por sufrágio universal                                                                |
| 45 | Pablo Santos                         | MDB     | 1° de janeiro de 2025   | Atualmente              | Prefeito eleito por sufrágio universal                                                                |

## Vereadores de Picos
Obs. Os nomes em negrito refere-se aos respectivos presidentes da Câmara Municipal, juntamente com o período de mandato.
| Lista de legislaturas da Câmara de Vereadores | Lista de legislaturas da Câmara de Vereadores | Lista de legislaturas da Câmara de Vereadores |
| --- | --- | --- |
| 1ª Legislatura (1935-1948) - Benedito Reinaldo - Cinobelino José de Neiva - Domingos Carreiro Varão - Jorge Leopoldo de Sousa - Luiz Martins dos Santos - Vicente Aires Pedreira - Mário Rodrigues Martins | 2ª Legislatura (1948-1951) - Antônio Rufino da Silva - Benvindo Luís da Luz - Filomeno Portela Richard - Joaquim Baldoíno de Barros (1948 e 1949) - José Alves Bezerra - José Leôncio de Barros - José de Sousa Granja (1950) - Justino Batista de Carvalho - Raimundo Francisco de Sousa Brito | 3ª Legislatura (1951-1955) - Álvaro Rodrigues - Anísio Martins da Luz - Antônio Rufino da Silva - Ernesto Martins de Carvalho - Hildebrando Epifânio de Macedo - José Alves Bezerra - José Laudemiro Leite - José Leôncio de Barros - José de Sousa Granja - Raimundo Francisco de Sousa Brito |
| 4ª Legislatura (1955-1959) - Absolon de Deus Nunes - Ângelo de Maria Bezerra - Anísio Martins da Luz - Antônio Rufino da Silva - Ernesto Martins de Carvalho - Felipe Antônio da Luz - Francisco Rodrigues de Sales (UDN) - Isaac Pereira dos Santos (PSD) - José Leôncio de Barros | 5ª Legislatura (1959-1963) - Absolon de Deus Nunes - Aderson Pereira Bezerra - Antônio Rufino da Silva - Elizeu Pereira dos Santos - Felipe Antônio da Luz - Francisco Vicente Pacheco - Isaac Batista de Carvalho - Manoel Inácio Gomes - Raimundo de Sá Urtiga | 6ª Legislatura (1963-1967) - Antônio José de Araújo - Eurípedes Borges Leal - Francisco Bezerra Rodrigues (1965 e 1966) - Francisco Vicente Pacheco - Isaac Batista de Carvalho (1963 e 1964) - João José Batista - Manoel Inácio Gomes - Raimundo de Sá Urtiga - Ulisses Ribeiro da Silva |
| 7ª Legislatura (1967-1971) - Absolon de Deus Nunes (1967 a 1969) - Erasmo Leopoldo Albano - Eurípedes Borges Leal - Francisca Cintra da Silva - Helvídio Josino de Araújo - João José Batista (1970) - Maria Inês Militão Rufino - Pedro Leal de Oliveira - Waldemar Rodrigues de Sousa Martins | 8ª Legislatura (1971-1973) - Antônio José Pereira da Silva - Djalma Pereira Nunes - Elizeu Ferreira Portela - Expedito Albano de Moura (1971 e 1972) - Filandro Portela Neto - Helvídio Josino de Araújo - João José Batista - Pedro Leal de Oliveira - Waldemar Rodrigues de Sousa Martins | 9ª Legislatura (1973-1977) - Djalma Pereira Nunes - Emir Maia Martins - Filandro Portela Neto - José Baldoíno de Araújo (1976) - Milton Joaquim da Luz - Pedro Evangelista Caminha - Raimundo de Sá Urtiga - Severiano Teodoro de Sousa - Teresa Lêda Luz Costa |
| 10ª Legislatura (1977-1983) - Antônio José Ferreira - Djalma Pereira Nunes - Emir Maia Martins (1979 a 1982) - Euvaldo Santos Reinaldo - Filandro Portela Neto - Helvídio Josino de Araújo - José Baldoíno de Araújo - José João de Araújo - José Urtiga de Sá - Olívia da Silva Rufino Borges - Paulo de Tarso Rego Leal - Severiano Teodoro de Sousa - Teresa Lêda Luz Costa | 11ª Legislatura (1983-1988) - Antônio Vitor da Rocha - Emir Martins Filho - Euvaldo Santos Reinaldo - Fábio José Neiva de Albuquerque - Inácio Baldoíno de Barros - José Baldoíno de Araújo (1985 e 1986) - José João de Araújo - Luís Rodrigues Coelho (1983 e 1984) - Manoel Raimundo da Costa - Olívia da Silva Rufino Borges (1987 e 1988) - Ozildo Batista de Barros - Raimundo Adauto Bezerra - Severiano Teodoro de Sousa | 12ª Legislatura (1989-1992) - Antônio Evandro Reis Antão (PDS) - Edivar Martins de Deus (PDS) - Emir Martins Filho (PMDB) - Filangiere Portela Filho (PMDB) - Francisco Messias de Oliveira (PMDB) - Inácio Baldoíno de Barros (PFL) (1989 e 1990) - João Militão Rufino (PMDB) - José Baldoíno de Araújo (PFL) - José Borges Sobrinho (PFL) - Luís Rodrigues Coelho (PFL - Manoel Borges Sobrinho (PFL) - Manoel Raimundo da Costa (PFL) - Olívia da Silva Rufino Borges (PDS) |
| 13ª Legislatura (1993-1996) - Antônio Afonso Santos Guimarães (PDS) - Edílson Alves de Carvalho (PDS) - Elias Pereira Lopes (PDS) - Euvaldo Santos Reinaldo (PMDB) - Francisco Almeida Nunes Guimarães (PFL) - Francisco Antônio da Luz (PFL) - Francisco Gilvan Gomes (PDS) - Francisco Messias de Oliveira (PSDB) - Filangiere Portela Filho (PMDB) - Inácio Baldoíno de Barros (PFL) - João Militão Rufino (PMDB) - José Valmir dos Santos (PFL) - Luís Evandro Santos Lopes (PMDB) - Miguel de Moura Sousa (PFL) - Osvaldo Alves Costa (PDT) | 14ª Legislatura (1997-2000) - Antônio Afonso Santos Guimarães (PPB) - Olívia da Silva Rufino - Elias Pereira Lopes (sub) (PPB) - Francisco Gilvan Gomes (PPB) - Francisco Gonçalves Filho (PPB) - João Militão Rufino (PMDB) - Inácio Baldoíno de Barros - José Osvaldo de Sousa (sub) (PFL) - Luís Pires Ferreira (PPB) - Manoel Vieira de Barros Lima (PT) - Oliveiro Antônio da Luz (PSDB) - José João de Araújo - Osvaldo Alves Costa (sub) (PTB) - Paulo de Tarso Nunes Leal (PTB) - Pedro Barbosa da Silva (PMDB) - Luís Rodrigues Coelho - Robson Eulálio Araújo (sub) (PFL) - Serafim Santana de Sousa (PSDB) - Simão Carvalho Filho (PFL) | 15ª Legislatura (2001-2004) - Antônio Afonso Santos Guimarães (PPB) - Antônio Evandro Reis Antão (PPB) - Edvaldo José de Moura (PRTB) - Erivaldo Santos Reinaldo (PMDB) - Francisco Carlos de Araújo Barros (PFL) - Francisco Gonçalves Filho (PPB) - Gilmar Francisco de Deus (PPB) - João Benvindo de Moura (PT) - João Militão Rufino (PMDB) - José Eulálio Martins (PMDB) - Oliveiro Antônio da Luz (PSDB) - Osvaldo Alves Costa (PTB) - Pedro Barbosa da Silva (PMDB) - Serafim Santana de Sousa (PSDB) - Teresinha Borges Rufino (PRTB)                                                         |
| 16ª Legislatura (2005-2008) - Antônio Afonso Santos Guimarães (PP) - Edilson Alves de Carvalho (PP) - Edvaldo José de Moura (PRONA) - Filomeno Portela Richard Neto (PMDB) - Francisco de Assis Pio da Silva (PP) - Francisco Gonçalves Filho (PP) - Iata Anderson Rodrigues de Alencar Coelho (PSDB) - José Rinaldo Cabral Pereira Filho (PMDB) - Osvaldo Alves Costa (PTB) - Raimundo Nunes Ibiapino (PMDB) | 17ª Legislatura (2009-2012) - Manoel Vieira de Barros Lima (PMDB) - José Rinaldo Cabral Pereira Filho (PMDB) - Francisco Gonçalves Filho (PMDB) - Antônio Afonso Santos Guimarães (PP) - Hugo Victor Saunders Martins (PMDB) - Edilson Alves de Carvalho (PP) - Francisco de Assis Pio da Silva (PP) - Iata Anderson Rodrigues de Alencar Coelho (PSB) (2009-2012) - Diógenes Nunes Medeiros (PPS) - José Luís de Carvalho, Zé Luís (PV) (cassado pelo TRE-PI em 13.07.2012) - Edvaldo José de Moura, Didi Mocó (sub) (PV) (assumiu em 01.08.2012)                                                                                                 | 18ª Legislatura (2013-2016) - Simão Carvalho -PMDB - Irmão Zé Luís – PSB - Renato – PSB - Hugo Victor Saunders Martins (PMDB) (2013-2016) - Evandro Reis (PTB) - Filó Portela (PMDB) - José Rinaldo Cabral Pereira Filho (PMDB) - Toinho de Chicá – PMDB - Fátima Sá (PSDB) - Antônio Afonso Santos Guimarães (PP) - Francisco de Assis Pio da Silva (PP) - Iata Anderson Rodrigues de Alencar Coelho (PSB) - Wellington Dantas – PT - Maté – PSL - Diógenes Nunes Medeiros (PPS) - O Candidato Francisco de Assis - Pio da Silva (Titico), faleceu antes - de tomar possa, assumindo o seu suplente. |
| 19ª Legislatura (2017-2020) - Simão Carvalho (PMDB) - Irmão Zé Luís (PSB) - Renato (PSB) - Hugo Victor Saunders Martins (PMDB) (2017-2020) - Evandro Reis (PTB) - Filó Portela (PMDB) - José Rinaldo Cabral Pereira Filho (PMDB) - Toinho de Chicá (PMDB) - Fátima Sá (PSDB) - Antônio Afonso Santos Guimarães (PP) - Francisco de Assis Pio da Silva (PP) - Iata Anderson Rodrigues de Alencar Coelho (PSB) - Wellington Dantas (PT) - Maté (PSL) - Diógenes Nunes Medeiros (PPS)                                                               | 20ª Legislatura (2021-2024) - Gilson Nunes (PTB) - Dalva Mocó (PTB) - Chaguinha (PTB) - Valdivia Santos (PT) - Renato (PT) - Wellington Dantas (PT) - Dedé Monteiro (PP) - Toinho de Chicá (PP) - Pedro Pio (PP) - Filó Portela (PP) - Drº Eriberto Barros (PP) (2021-2024) - Irmão Zé Luís (MDB) - Rinaldinho (MDB) - Hugo Victor (MDB) - Afonsinho (MDB) | |